# 遠藤徹 (哲学者)
遠藤 徹（えんどう とおる、1938年 - ）は、日本の哲学者。山口大学名誉教授、聖心女子大学元教授。東京大学にて文学修士。横浜山手聖公会に属する聖公会の信徒。

## 経歴
1938年生まれ。1965年に東京大学文学部哲学科、同大学人文科学研究科哲学を卒業し、同大学院博士課程哲学専攻修了。1970年から1973年まで山口大学講師、1973年から1980年まで同大学助教授、1980年から1997年まで同大学教授を務める。同大学名誉教授。聖心女子大学教授、同大学キリスト教文化研究所長を併任（2002年 - 2009年）。研究テーマは哲学・倫理学。所属学協会は哲学会 、西日本哲学会 、日本哲学会。

## 著書
- 『人格と性－結婚以前の性の倫理』（聖公会出版、2000年）[2]
- 『〈尊びの愛〉としてのアガペー』教文館, 2015.12

## 研究・論文
- 「「真」の意味について」（哲学雑誌、1979年）
- 「「真なる行為」の問題 - 序説 - 」（文学会誌、1977年）
- 「「よい」の意味について §1 自然主義的誤謬について」（文学会志、1979年）
- 「「よい」の意味について §2 情緒主義の検討」（文学会志、1980年）
- 「行為の動機としての情念について - カントの動機論を通して - 」 （哲学雑誌、1986年）

## ソウルでの土下座パフォーマンス
2016年10月19日に韓国挺身隊問題対策協議会が毎週水曜にソウルの在韓日本大使館前で行っている水曜デモに出席し、「私は日本人です」と名乗って「日本が数多の過ちを心から申し訳なく思った。」、「一人の日本人として謝罪に来た」と述べた。 また、2015年末の慰安婦問題日韓合意で韓国政府が慰安婦像の大使館前からの撤去を約束したことについて「慰安婦の方々に謝罪しないと示した」として日本を批判した。さらに、韓国側の追加要求である元慰安婦への謝罪の手紙を安倍晋三首相が追加要求には応じないとしたことに対して「日本国民も似たような考えをしている」と不満を述べた。
さらに「本当に本当に本当に申し訳ありません」と集会で土下座した。 スーツ姿で路上に膝をつく遠藤のパフォーマンスを韓国メディアは写真付きでセンセーショナルに報じた。遠藤は「若い頃から謝罪したかった。」「あまりに遅くなって申し訳ない気持ちだ」と述べた。